# 81-730.05
81-730.05 — грузо-пассажирская автомотриса производства завода Метровагонмаш, предназначенная для служебных пассажирских и грузовых перевозок по обесточенным или неэлектрифицированным линиям метрополитена. Имеет как пассажирский салон с двумя кабинами управления, так и грузовую платформу с погрузочным краном. В заводской документации машины данной серии были классифицированы как грузопассажирские мотодрезины, так и как рельсовые автобусы. Всего было выпущено две таких автомотрисы.

## История
В 2007 году Мытищинский завод Метровагонмаш начал разработку документации на служебную грузо-пассажирскую автомотрису с погрузочным краном, получившую заводское обозначение 730.05. За основу конструкции были взяты выпускавшиеся заводом ранее метровагоны и рельсовые автобусы. Несмотря на то, что схожие обозначения имели выпущенные ранее заводом рельсовые автобусы РА1 модели 730 (опытный прототип для железных дорог) и 730.15 (модификация для метрополитена), новые машины имели принципиальные конструктивные отличия от них.
Летом 2008 года завод выпустил две новых автомотрисы, предназначенные для работы в метрополитене. С завода машины имели следующую окраску: верхняя половина боковых стенок крытой части, рама кузова и двери снаружи — серые; торцы, крыша и нижняя половина боковых стенок крытой части, а также борта грузовой платформы — белые; поручни и центральная гофрированная полоса — жёлтые.
Вскоре после выпуска автомотрисы были отправлены Московский метрополитен в депо Сокол, откуда переданы для испытаний и наладки в депо Печатники. В конце 2008 года после прохождения испытаний они были переданы в депо войсковой части 95006 (служба специальных объектов ГУСП) для служебной эксплуатации на линии специального назначения Д6, не имеющей электрификации. В конце 2010 года Метровагонмаш по заказу данной войсковой части провёл ремонт оборудования этих автомотрис совместно с ремонтом оборудования рельсовых автобусов модели 730.15.

## Конструкция

### Кузов

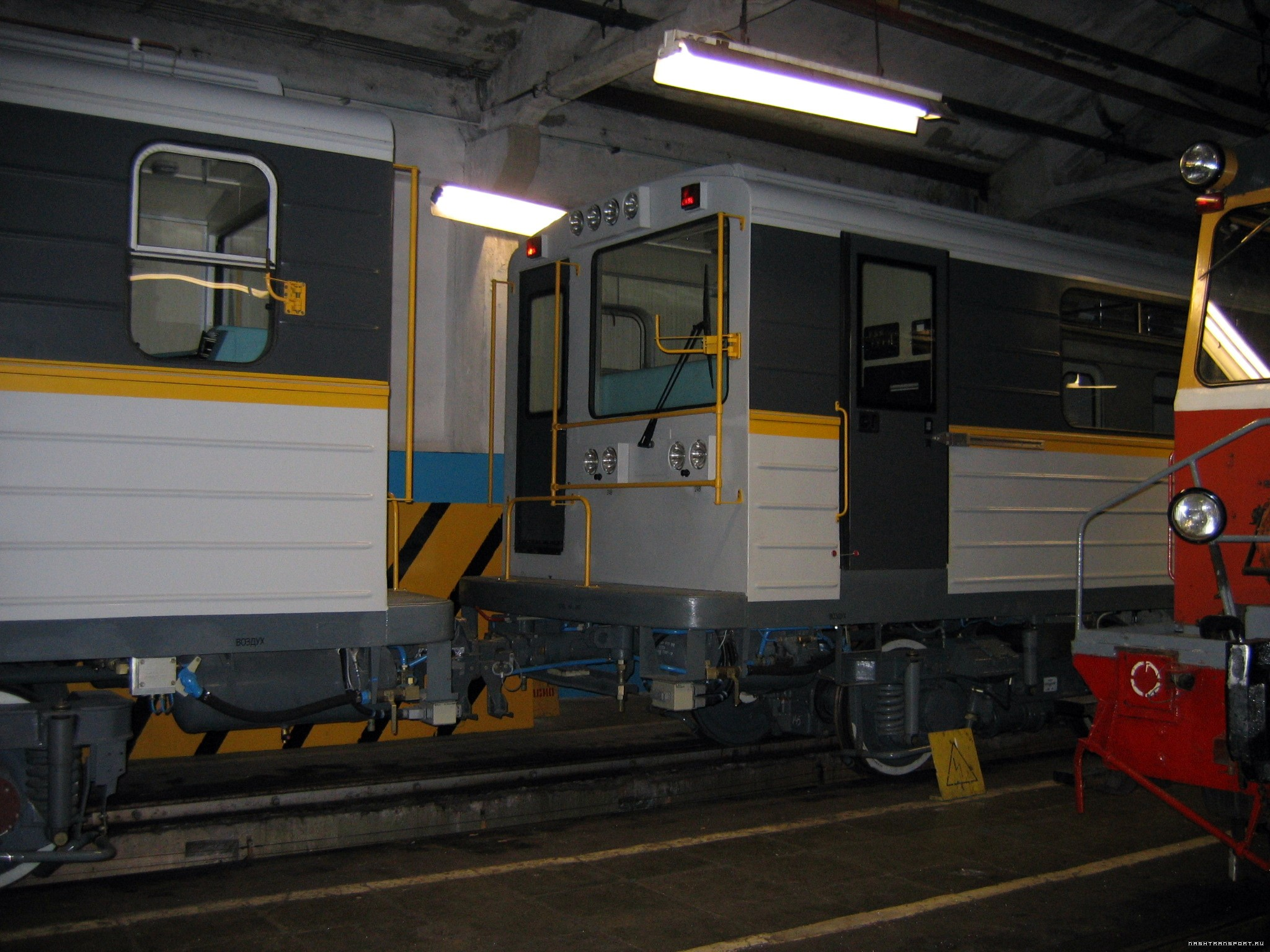
Автомотрисы 730.05 в депо Сокол, сцепленные передними торцами с кабиной

Кузов автомотрисы состоит из крытой части, включающей две кабины машиниста по её торцам и пассажирский салон между ними, и открытой площадки для перевозки грузов. По своей длине автомотриса схожа с вагонами электропоездов метрополитена и превосходит другие грузопассажирские автомотрисы и мотовозы, эксплуатируемые в метрополитенах России. Рама вагона опирается на две двухосные тележки: передняя тележка, расположенная под крытой частью, является тяговой, задняя под грузовой платформой — бегунковой. Вагоны оснащены автосцепками Шарфенберга и могут сцепляться с другими вагонами метрополитена.

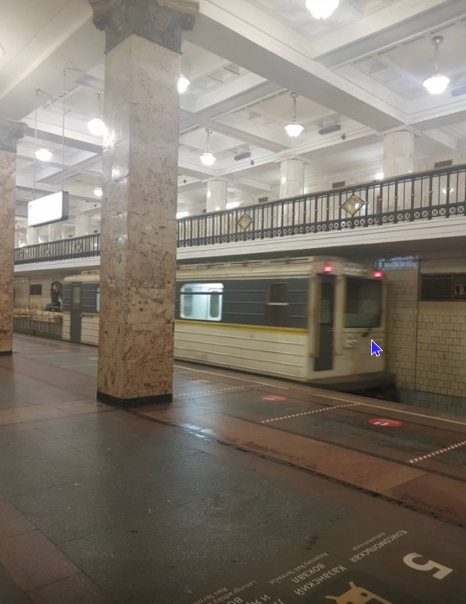
81-730.05 перегоняют ночью на Комсомольской

Торцевые стенки крытой части гладкие и имеют уникальную конструкцию лобовой маски кабины, в то время как боковые стенки и крыша вагона в значительной степени унифицированы с таковыми у вагонов метро модели 81-717.6/714.6. Как и у других вагонов метро российского производства, по бокам кузова имеются гофрированные полосы; крыша имеет полуфонарный тип с возвышением в центральной части, оснащённой вентиляционными решётками с системой принудительной вентиляции салона. Внутри вагонов в потолке имеются округлые вентиляционные решётки, унифицированные с вентиляционными решётками вагонов 81-720/721 «Яуза».
На торцевых стенках кабин автомотрисы расположено по 8 фонарей — по 2 буферных фонаря под лобовым стеклом в левой и центральной части кабины, и 4 прожекторных фонаря в верхней части по центру вагона. По бокам от прожекторов в верхней части находятся красные габаритные огни. Со стороны грузовой части вагон также имеет по два буферных фонаря с каждой стороны, прикреплённые к бортам.

#### Кабины машиниста
Передняя кабина расположена непосредственно над передней частью рамы вагона, спереди к раме прикреплена переходная площадка для возможности безопасного перехода в другой вагон, сцепленный со стороны передней кабины; задняя кабина расположена в центральной части вагона ближе к его заднему торцу и имеет выход на грузовую платформу через торцевую дверь. Пульт управления машиниста расположен в левой и центральной части кабины.
Кабины машиниста оснащены двумя наружными входными дверями, открывающимися вручную — одностворчатой боковой, расположенной по левому борту, и одностворчатой торцевой, расположенной в правой части торца кабины и обеспечивающей возможность перехода в другой вагон или выхода на грузовую платформу. Боковые двери прислонно-сдвижные (при открытии сдвигаются в направлении салона) и по конструкции аналогичны дверям кабины метропоездов 81-740/741 «Русич»; торцевые двери унифицированы с торцевыми дверями метровагонов 81-717/714 и при открытии поворачиваются внутрь. Внутри кабины напротив торцевой двери в правой части имеется дверь для перехода в салон.

#### Пассажирский салон
Пассажирский салон имеет по два оконных проёма с форточками с каждой стороны и расположенные между ними автоматические раздвижные двери для выхода на высокие платформы. Двери салона двустворчатые и раздвигаются внутрь стен кузова, по размерам и конструкции они аналогичны дверям серийных метровагонов линейки 81-717/714. Сиденья в салоне являются откидными и примыкают спинками к стенам вагона перед окнами.

#### Грузовая платформа
Платформа для перевозки грузов оснащена откидными бортами и ограждениями по краям рамы вагона. Около заднего торца с левой стороны на ней установлен кран для погрузки и разгрузки перевозимых грузов с пультом управления. С задней стороны вагона к раме крепятся выдвижные упоры, используемые для обеспечения устойчивости вагона при погрузке или разгрузке.

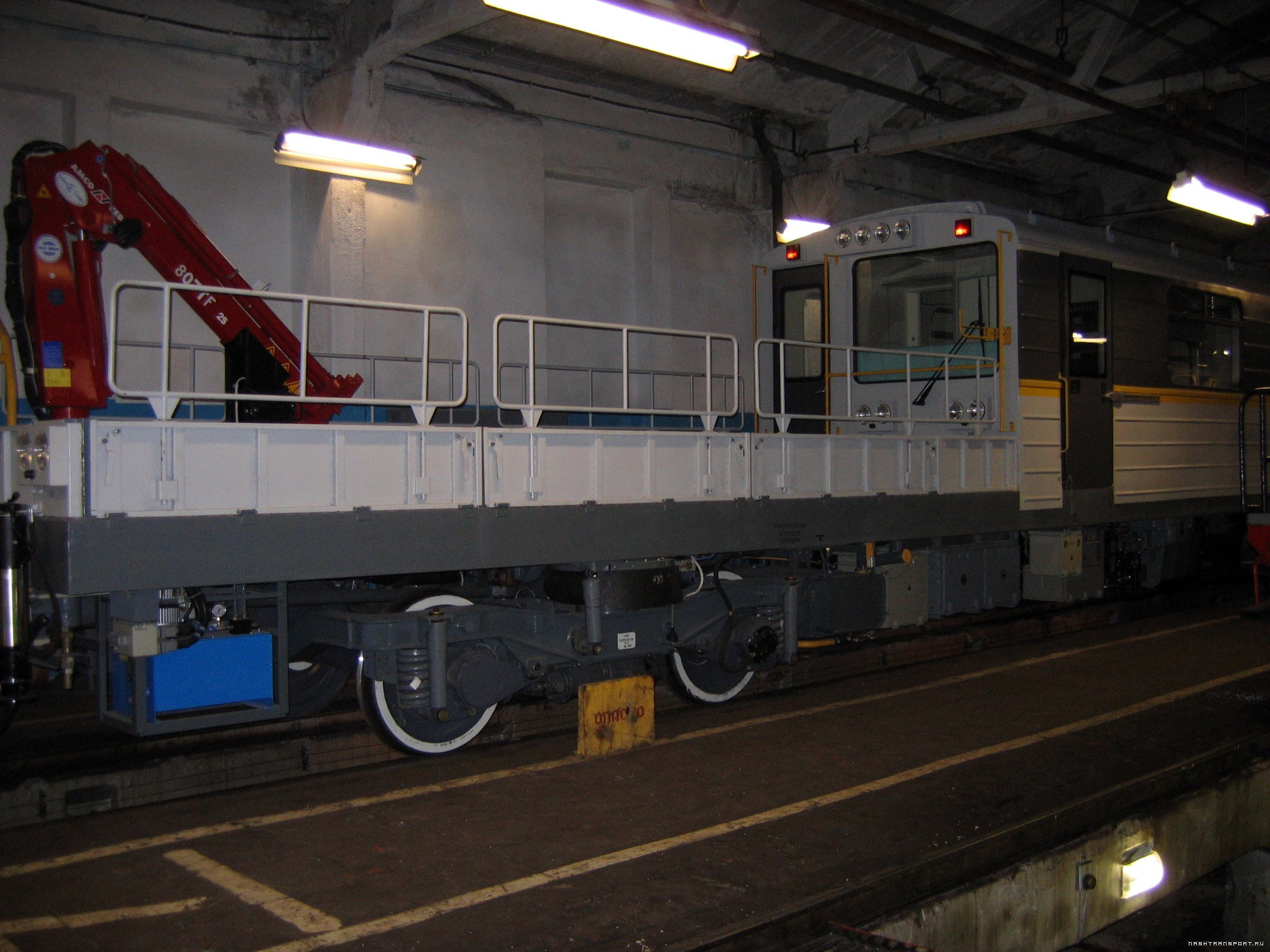
Вид на грузовую платформу с краном и заднюю неприводную тележку. Справа в подвагонном пространстве виден дизель

### Силовое и тяговое оборудование
Силовое, тяговое и вспомогательное оборудование вагона расположено под полом в подвагонном пространстве, большая часть его — между тележками. Дизельный двигатель расположен под полом пассажирского салона, привод осуществляется на переднюю тележку.

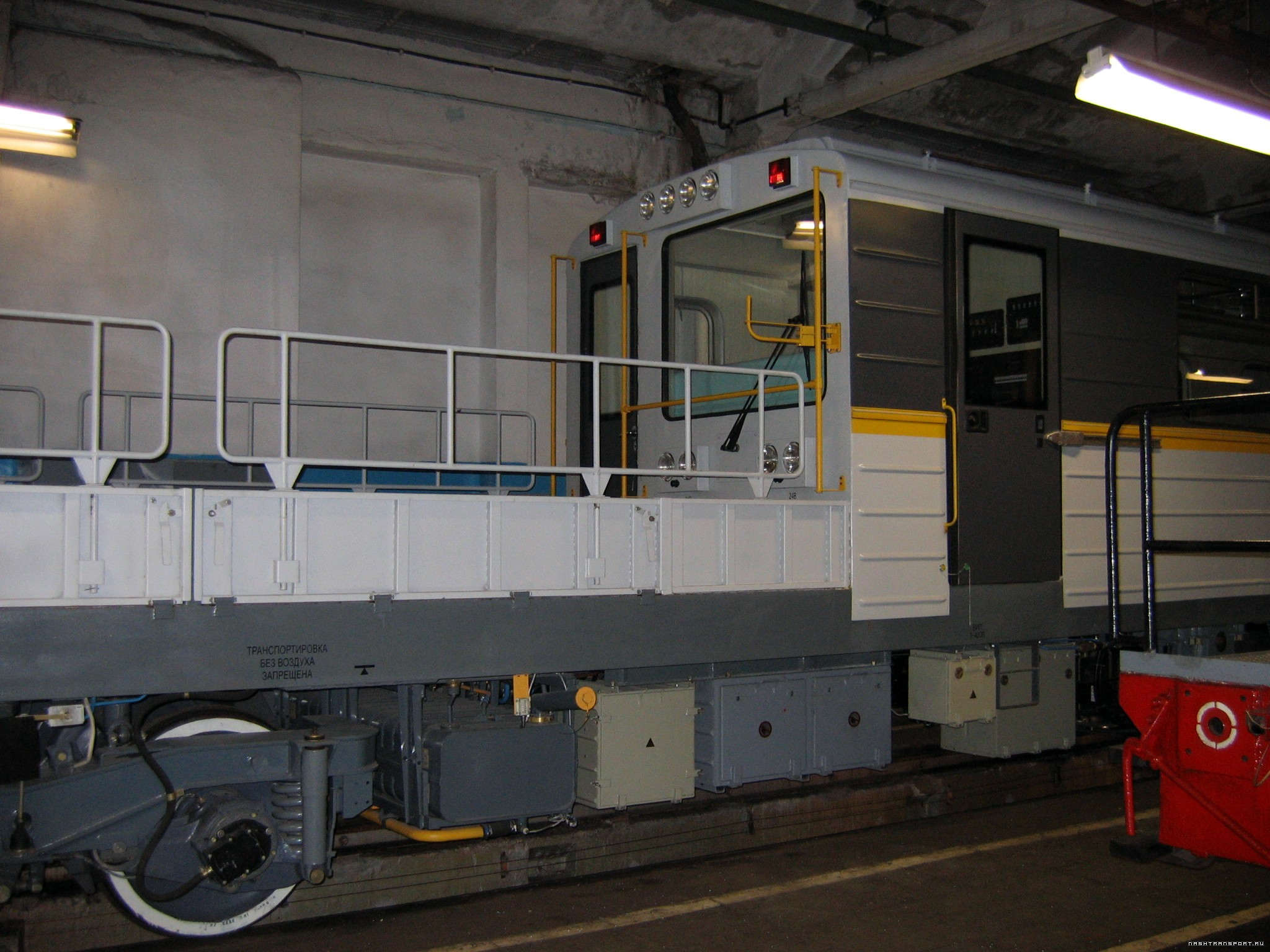
Средняя часть автомотрисы и её подвагонное оборудование.